# Sujanpur
Sujanpur é uma cidade  no distrito de Gurdaspur, no estado indiano de Punjab.

## Demografia
Segundo o censo de 2001, Sujanpur tinha uma população de 21,743 habitantes. Os indivíduos do sexo masculino constituem 52% da população e os do sexo feminino 48%. Sujanpur tem uma taxa de literacia de 71%, superior à média nacional de 59.5%: a literacia no sexo masculino é de 75% e no sexo feminino é de 66%. Em Sujanpur, 12% da população está abaixo dos 6 anos de idade.